# 가와쿠다리촌
가와쿠다리촌(川下村)은 시마네현 오치군에 설치되었던 촌이다. 현재의 고쓰시와 오치군 가와모토정의 일부에 해당한다.